# Chalet des Bouleaux

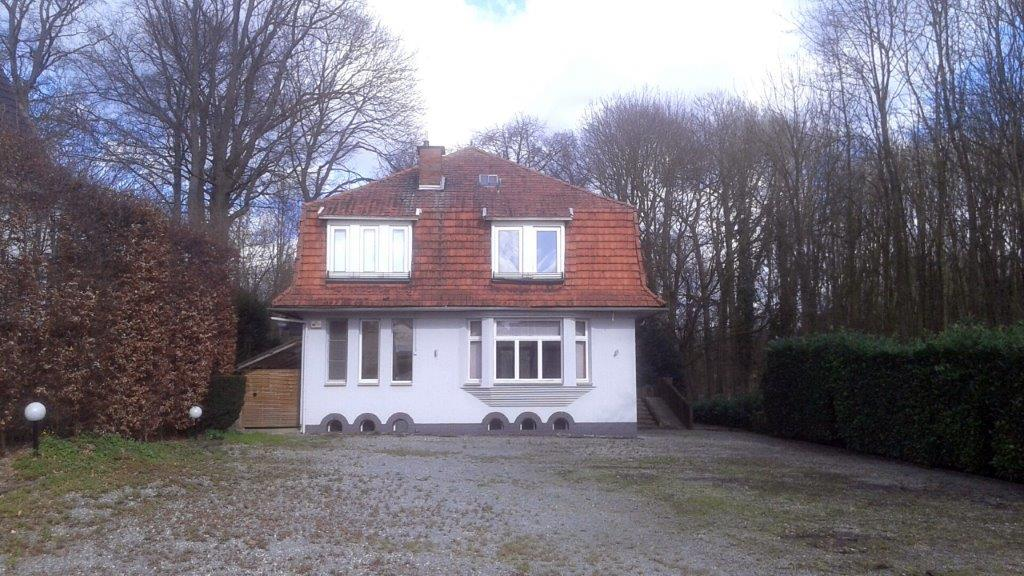
Chalet des Bouleaux en 2015

Le Chalet des Bouleaux est une villa belge de type français bâtie en 1919 et située à Wemmel en la Région flamande. 
Le chalet est un café restaurant situé au 7 Parklaan à Wemmel. À l’arrière se trouve un étang de pêche. 

## Histoire
Pendant la Seconde Guerre mondiale, l'événement de l'Affaire Wemmel s'y déroule où la Gestapo organise un guet-apens pour arrêter des chefs de la Résistance. Une personne y trouve la mort.
Vers la fin des années 1960, le chalet est racheté par Eugène et Julia De Roover qui en sont encore propriétaires et continuent à exploiter le café-restaurant sous l’enseigne de Parkhof. Ils l’ont ensuite loué à Raoul Vekemans. 
En 1985 le bâtiment est rénové et c’est au tour de la famille Van Craenenbroeck–Van Lierde de reprendre l’exploitation, cette fois uniquement comme restaurant alors appelé Oliartes. Le restaurant est fermé en octobre 2005 et rouvert une dernière fois en 2007.